# Bårsjön, Södermanland
Bårsjön är en sjö i Södertälje och Nykvarns kommuner i Södermanland och ingår i Norrströms huvudavrinningsområde. Kommungränsen går ungefär mitt i sjön. Bårsjön har en area på 0,0681 kvadratkilometer och ligger 55,3 meter över havet. Bårsjön ligger i Bårsjöns naturreservat som är även ett Natura 2000-område.

## Delavrinningsområde
Bårsjön ingår i det delavrinningsområde (656878-159687) som SMHI kallar för Utloppet av Bårsjön. Medelhöjden är 65 meter över havet och ytan är 1,49 kvadratkilometer. Det finns inga avrinningsområden uppströms utan avrinningsområdet är högsta punkten. Vattendraget som avvattnar avrinningsområdet har biflödesordning 2, vilket innebär att vattnet flödar genom totalt 2 vattendrag innan det når havet efter 48 kilometer. Avrinningsområdet består mestadels av skog (60 procent), öppen mark (10 procent) och jordbruk (13 procent). Avrinningsområdet har 1,68 kvadratkilometer vattenytor vilket ger det en sjöprocent på 3,7 procent. Bebyggelsen i området täcker en yta av 5,23 kvadratkilometer eller 12 procent av avrinningsområdet.